# 제품 수명 주기 관리

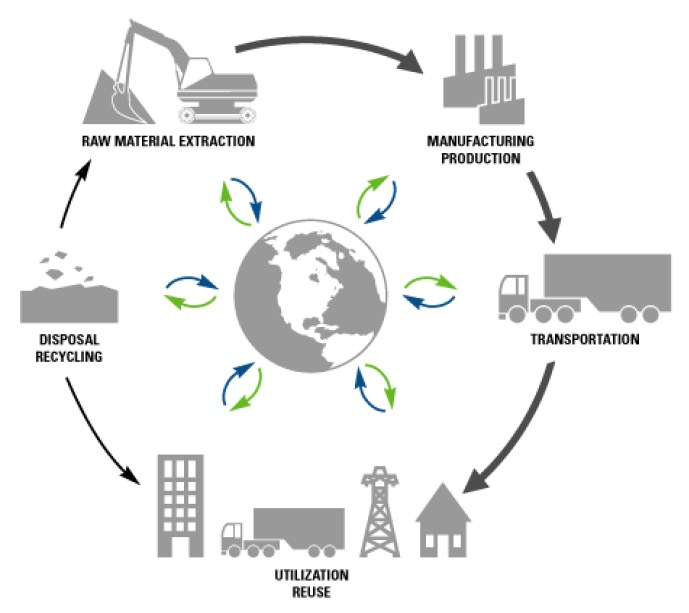
일반적인 제품의 수명 주기

제품 수명 주기 관리(product lifecycle management, PLM)는 제품의 전 생명 주기를 통해 제품의 관련된 정보와 프로세스를 관리하는 것을 말한다. 여기서의 제품의 생명주기라는 것은 초기의 제품의 요구사항부터 개념 정의, 개발 및 생산 그리고 유통과 서비스 마지막 단계인 운용 및 유지보수 그리고 폐기나 재활용까지를 의미한다.